# فنسنت مارشال
فنسنت مارشال (بالإنجليزية: Vincent Marshall)‏ هو لاعب كرة القدم الكندية أمريكي، ولد في 12 نوفمبر 1983 في اينيس في الولايات المتحدة.